# محمد صفدر
محمد صفدر (انگلیسی: Muhammad Safdar؛ زادهٔ ۱ سپتامبر ۱۹۳۴) بوکسور اهل پاکستان بود.